# Johann Christoph von Buttlar

Wappen der Adelsfamilie von Buttlar

Johann Christoph von Buttlar (* 8. März 1651 in Stadtlengsfeld; † 1. Juli 1705 bei Landau in der Pfalz) war ein Generalfeldwachtmeister (Generalmajor) der kaiserlichen Reichsarmee.

## Leben
Er war der Sohn des Johann Friedrich von Buttlar auf Mariengart († 1685), fuldischer Amtmann in Geisa und Rockenstuhl, sowie dessen Gattin Anna Kunigunde von Boyneburg (1632–1675) und schlug die militärische Laufbahn ein. Der Vater war 1669 zur katholischen Kirche konvertiert und die Kinder nahmen den gleichen Glauben an.
Johann Christoph von Buttlar trat in die kaiserliche Reichsarmee ein. Er war hochfürstlich fuldischer Oberst, Kommandeur eines Regiments zu Fuß und avancierte zum Generalfeldwachtmeister der Reichstruppen des Oberrheinischen Kreises. In dieser Eigenschaft nahm er von 1702 bis 1704, im Spanischen Erbfolgekrieg, an den gegen die Franzosen geführten Kämpfen um Landau in der Pfalz teil. Sowohl bei der Belagerung und Eroberung von 1702 als auch bei jener von 1704 war er einer der militärischen Hauptakteure.
Buttlar starb am 1. Juli 1705 im Feldlager von Landau, worauf  Kaiser Joseph I. den Offizier Hartmann Samuel Hoffmann von Löwenfeld (1653–1709) zum Nachfolger, als Chef der oberrheinischen Truppen bestimmte.
Als Eigentümer des thüringischen Klostergutes Mariengart engagierte sich Johann Christoph von Buttlar dort in der Erhaltung bzw. Wiederherstellung der 1704 abgebrannten Kirche, die sein Vater als katholisches Gotteshaus bzw. Grablege hatte herrichten lassen.
Sein jüngerer Bruder war der Deutschordenskomtur Georg Daniel von Buttlar (1671–1725).

## Familie
Buttlar war zweimal verheiratet. Zunächst mit Maria Renata geb. von Freyberg († 1699), dann mit Maria Agatha 
von Roll. Aus der ersten Ehe gingen u. a. die Söhne Friedrich Otto von Buttlar und Johann Franz Anton von Buttlar (1685–1731) hervor. Friedrich Otto wurde unter dem Namen Konstantin von Buttlar (1679–1726) Reichsfürst und Fürstabt von Fulda, Johann Franz Anton war königlich preußischer Generalmajor und ebenfalls Generalfeldwachtmeister der oberrheinischen Reichstruppen.